# 1,1,2,2-Tetrabromoetan
1,1,2,2-Tetrabromoetan, TBE, C
2H
2Br
4 – organiczny związek chemiczny będący bromową pochodną etanu. Ma postać ciężkiej, żółtawej cieczy o zapachu kamfory i jodoformu. Nie rozpuszcza się w wodzie, jednak miesza się z wieloma rozpuszczalnikami organicznymi, m.in. etanolem, eterem dietylowym i chloroformem. Otrzymuje się go poprzez bromowanie acetylenu.
TBE znajduje zastosowanie w mikroskopii oraz jako rozpuszczalnik. Jest również tzw. cieczą ciężką (gęstość 2,97 g/cm³) stosowaną przy wzbogacaniu minerałów (metoda DMS, ang. dense-medium separation). Tym sposobem można przykładowo oddzielić kwarc (2,65 g/cm³) od hematytu (5,1 g/cm³) – minerał o gęstości mniejszej od TBE będzie unosił się na powierzchni cieczy, natomiast o gęstości większej, opadnie na dno. Pożądaną gęstość tetrabromoetanu można otrzymać poprzez jego rozcieńczenie acetonem lub spirytusem mineralnym. TBE stosuje się również w syntezie chemicznej, np. jako składnik katalizatora (źródło bromu) w procesie Amoco do otrzymywania kwasu tereftalowego.